# Natalie Williams
Natalie J. Williams (nacida el 30 de noviembre de 1970 en Long Beach, California) es una exjugadora de baloncesto estadounidense. Consiguió 3 medallas con  Estados Unidos en mundiales y Juegos Olímpicos. Es hija del jugador profesional de la NBA Nate Williams. 